# Festival Internacional de Cine de la Antártica sobre Ambiente y Sustentabilidad
El Festival Internacional de Cine de la Antártica sobre Ambiente y Sustentabilidad (FICAMS) es un festival de cine chileno competitivo fundado en 2011, cuyas temáticas abarcan la sustentabilidad, el cambio climático, el reciclaje, las energías renovables y el ambiente.
Su propósito es el de enseñar y concientizar a través del arte del cine, llevando a las comunidades de todo el mundo a reflexionar y actuar siguiendo visiones sustentables en relación con la cultura y el ambiente.
En este festival se exponen producciones audiovisuales procedentes de diversos países, como Colombia, Canadá, Chile, Francia, Estados Unidos, México, Brasil, España, Armenia, Alemania, Grecia, Perú, Suecia, Holanda, Turquía, Sudáfrica, Italia, Uzbekistán y Australia, y se desarrollan foros de discusión donde se debate respecto de las realidades ambientales y sociales de los distintos puntos del planeta y se promueven alianzas.
FICAMS forma parte de la Red Fap (Red de Festivales Audiovisuales Patagónicos) junto a más de veinte festivales.

## Historia
El FICAMS fue fundado en el año 2011 por Macarena Fernández Génova, Nicolás Recabarren Traub y Cristián Valle Celedón, quienes se inspiraron en la idea de respetar, reconocer, reflexionar y resguardar la Antártica en tanto ecosistema menos intervenido por el ser humano.
En distintas ocasiones el festival contó con el apoyo o auspicio del Gobierno Regional, el Consejo Regional de la Cultura y las Artes, la Cineteca Nacional, el Instituto Antártico Chileno, el Ministerio de Medio Ambiente, la Agrupación de Audiovisualistas de Magallanes y el Fondo de Protección Ambiental.

## Galardón
El galardón que se entrega a quien gana en cada festival es el Pingüino FICAMS, una estatuilla confeccionada en barro y cocida mediante el uso de energía natural, realizada por la pintora, escultora y ceramista Virginia Traub Ramos, de Chillán.
Este premio se esculpe con barros de la zona de Ñuble (región con una gran tradición en cerámicas tradicionales y experimentales). En la creación de esta estatuilla se involucra el trabajo de distintos tipos de barro, para lograr, mediante sus cualidades naturales, las tonalidades y colores buscados en el producto final.